# Wadenhoe
Wadenhoe – wieś w Anglii, w hrabstwie Northamptonshire, w dystrykcie (unitary authority) North Northamptonshire. Leży 35 km na północny wschód od miasta Northampton i 107 km na północ od Londynu. Miejscowość liczy 124 mieszkańców.